# Dehas
Dehas és un riu de l'Afganistan, al nord del país. El seu nom deriva de la paraula dah-as (Que fa girar, referida a fer girar deu molins). Neix al massís de Band-i Amir, a les muntanyes Kuh-i Baba, a la província de Bamiyan, i corre en direcció al nord cap a la regió de Balkh; en aquesta zona se l'anomena Nahr Balkh i modernament Balkh-ab. Es creu que antigament corria fins a desaiguar a l'Oxus, però avui dia es perd en maresmes a la regió de Balkh.